# 阿尔乔姆·卡维诺夫
阿尔乔姆·亚历山德罗维奇·卡维诺夫（羅馬化：Artyom Aleksandrovich Kavinov；1969年9月3日—）是俄罗斯政治人物，第七届和第八届国家杜马代表。 2005年，他被授予经济学副博士学位。
1994年，他在下诺夫哥罗德州行政管理教育和科学部的青年倡议区域中心工作。2001年至2004年，他担任下诺夫哥罗德州克斯托沃区行政第一副主任。2009年之前，他担任下诺夫哥罗德州州长办公室公共关系部部长和副参谋长。2009年至2011年，他担任俄罗斯内政部下诺夫哥罗德州第一副部长。2011年3月，他当选下诺夫哥罗德州立法议会代表。2014年至2016年，他担任下诺夫哥罗德州社会事务部长。2016年，他辞去职务，成为下诺夫哥罗德州选区第七届国家杜马代表。2021年9月起，他担任第八届国家杜马代表。

## 制裁
卡维诺夫于2022年因俄乌战争而受到英国政府制裁。